# Liu Cong (Han Zhao)
Liu Cong was keizer van de Xiongnu staat, de Vroegere Zhao of Han Zhao van 310 tot 318 ten tijde van de periode van de Zestien Koninkrijken in China.

## Biografie
Hij was vierde zoon van keizer Liu Yuan. Na de dood van Liu Yuan brak een troonstrijd uit onder zijn kinderen, waar Liu Cong als overwinnaar uit kwam. Eenmaal het stof gaan liggen, richtte hij zijn pijlen op de Jin-dynastie en hun hoofdstad Luoyang. In 311 veroverden zijn troepen de stad, brandden ze plat en namen hun keizer Jin Huaidi mee naar hun hoofdstad Pingyang, waar hij in 313 in gevangenschap stierf.
De neef van Jin Huaidi, Jin Mindi, die in Chang'an verbleef, werd tot zijn opvolger uitgeroepen. In 316 werd Chang'an veroverd en werd opnieuw de keizer gevangengenomen. Ook hij zal twee jaar later in gevangenschap sterven.
In de zomer van 318 werd een keizerlijke vergaderzaal in Pingyang verwoest door een grote brand, waarbij 21 mensen omkwamen, onder wie Liu Cong's zoon Liu Kang. Kort nadien stierf Liu Cong van verdriet. Zijn twee generaals, Liu Yao en Shi Le, zullen na de moord op Liu Can, de zoon van Liu Cong, het land onder elkaar verdelen. Shi Le is de stichter van de Latere Zhao of Hou Zhao. 

## Karakter
Liu Cong's regering was er een vol tegenstrijdigheden. Hij was een heerser die duidelijk intelligent was en in staat tot logisch redeneren, en tijdens het bewind van zijn vader Liu Yuan was hij ook een bekwaam generaal. Aan de andere kant, naarmate zijn regering vorderde, werd hij steeds wreder, onstabieler, extravaganter en niet in staat om naar goed advies te luisteren. Tegen het einde van zijn regering werd elke functionaris, die tegen zijn daden durfde in te spreken, mogelijk met de dood geconfronteerd. 